# Иоанн I Дука
Иоанн I Комнин Дука (греч. Ιωάννης Α' Δούκας; ок. 1240 — 3 ноября 1289) — правитель Фессалии в 1268—1289 годах, внебрачный сын эпирского деспота Михаила II Комнина Дуки (1230—1268). Севастократор с 1271 года.
При отце правил Фессалией и Неопатрасом. Был женат на дочери своего союзника Тарона, вождя влахов в Фессалии. В 1259 году участвовал в битве в Пелагонии на стороне никейских войск против рыцарей ахейского князя Вильгельма II Виллардуэна, но после начала войны отца с Никейской империей перешёл на его сторону.
В 1268 году, после смерти Михаила II, Иоанн унаследовал Фессалию и владения в Центральной Греции, которыми стал управлял из города Новые Патры, расположенного на юге Фессалии.

## Отношения с Византией
В 1272 году Иоанн I Дука заключил союз с Византийской империей, который он закрепил династическим браком своей дочери с племянником Михаила VIII Палеолога. В этом же году получил от византийского императора титул севастократора.
Тем не менее Иоанн оставался политическим соперником Византии, и Константинополь дважды неудачно (в 1273 и 1275 годах) посылал войска в Фессалию для усмирения ненадежного союзника.
Иоанн поддерживал намерения Карла Анжуйского, короля Неаполя и Сицилии, по восстановлению Латинской империи. Был союзником Эпира, Сербии и Болгарии в борьбе против Византии. Иоанн был ярым противником Лионской унии. В 1277 году он созвал синод в Фессалии, на котором противники унии, высланные из Византии, отлучили от Церкви византийского императора и константинопольского патриарха Иоанна XI Векка. В этом же году Византия начала третье (за время правления Иоанна) наступление на Фессалию. В сражении у Фарсала войска Иоанна вынудили византийцев отступить. Вскоре в Фессалию вторглись мелкие отряды Ногайской орды, в то время союзников Византии. Не вступая в крупные сражения с войсками Иоанна они просто разграбили его владения.
В 1282 году, после смерти Михаила VIII, его преемник император Андроник II Палеолог, который также был противником Лионской унии, пошёл на сближение с Фессалией. Однако этого не произошло. Никифор I Дука Эпирский (брат Иоанна по отцу) и его жена Анна (племянница императора Михаила VIII) пригласили к себе сына Иоанна Михаила для женитьбы на их дочери. Но по прибытии в Эпир Михаил был схвачен и отправлен под охраной в Константинополь. Иоанн, решив отомстить брату за вероломный поступок, начал войну против Византии и Эпира. Захватив несколько прибрежных крепостей в Эпире в 1289 году, Иоанн умер.